# Кинг ов Праша (Пенсилванија)
Кинг ов Праша (енгл. King of Prussia) насељено је место без административног статуса у америчкој савезној држави Пенсилванија.

## Демографија
По попису из 2010. године број становника је 19.936, што је 1.425 (7,7%) становника више него 2000. године.
| Група             | 2000.          | 2010.          |
| Белци             | 15.113 (81,6%) | 13.843 (69,4%) |
| Афроамериканци    | 788 (4,3%)     | 1.129 (5,7%)   |
| Азијати           | 1.965 (10,6%)  | 3.718 (18,6%)  |
| Хиспаноамериканци | 354 (1,9%)     | 842 (4,2%)     |
| Укупно            | 18.511         | 19.936         |